# Joaquín Aguirre de la Peña
Joaquín Aguirre de la Peña (Ágreda –Sòria–, 20 de novembre de 1807 - Madrid, 19 de juliol de 1869) fou un polític i  catedràtic  espanyol. Va ser President de la Junta Provisional Revolucionària que va assumir el poder després de l'enderrocament de la reina  Isabel II i president del Tribunal Suprem d'Espanya.

## Biografia
Va cursar estudis universitaris a Saragossa i Alcalá d'Henares. En 1828 es va llicenciar en dret romà i canònic i en 1830 es va doctorar en jurisprudència. En 1835 va aconseguir la càtedra d'institucions canòniques.
A la dècada de 1840 va començar la seva carrera política. El seu primer càrrec en el govern va ser el d'Oficial tercer de la Secretaria del Despatx de Gràcia i Justícia, el 1841.
Després de les eleccions del 15 de setembre de 1843, va ser elegit diputat pel Partit Progressista per Navarra. Després de la dissolució de les Corts el 28 de novembre i la dimissió del progressista Salustiano de Olózaga Almandoz com a  President del Consell de Ministres, va passar a ocupar aquest càrrec l'1 de desembre el moderat Luis González Bravo. Aquest fet, que va significar el començament de l'anomenada Dècada moderada, va portar a Aguirre a renunciar a la seva ocupació en el  Ministeri de Gràcia i Justícia el 7 de desembre.
Encara que va conservar el seu escó fins a la fi de la legislatura, el 23 d'octubre de 1844, durant la resta de la dècada moderada va abandonar la política per dedicar-se en exclusiva a l'ensenyament. En aquesta època, va ocupar dues càtedres a la Universitat de Madrid (per Reial Ordre del 29 d'octubre de 1836 la Universitat d'Alcalá de Henares s'havia traslladat a la capital). El 1845 se li va concedir la càtedra de disciplina eclesiàstica general i particular d'Espanya i el 1850 la de jurisprudència.
Després de la mort de Juan Nicasio Gallego, Aguirre va ser nomenat el 28 de gener de 1853 Vocal de la secció tercera del Reial Consell d'Instrucció Pública.
El 4 de març de 1854 va ser nomenat Vicerector de la Universitat de Madrid.
El 7 de juliol de 1854, un pronunciament militar va donar origen a la revolució coneguda com la Vicalvarada. Aguirre es va unir a la Junta de Salvació, Armament i Defensa de Madrid, en què, pels seus estudis i experiència es va ocupar dels temes relacionats amb el dret, juntament amb Nicolás Salmerón. Després de l'entrada a la capital dels generals  O'Donnell i Espartero, la reina va nomenar president del Consell de Ministres a aquest últim, tornant així el Partit Progressista al poder. El 8 d'agost va ser nomenat Sotssecretari del Ministeri de Gràcia i Justícia.
En diferents eleccions fou elegit diputat per Sòria i Madrid.El 29 de novembre va ser nomenat Ministre de Gràcia i Justícia, càrrec en el qual va romandre fins al 6 de juny de 1855.
El 22 de juny de 1866 es va produir un nou pronunciament militar, conegut com la Revolta de la caserna de San Gil. El seu propòsit era apartar del poder a la Unió Liberal i enderrocar a la reina. El pronunciament va ser sufocat per les forces lleials al govern en poc temps. Aquesta revolta havia estat recolzada pel Partit Progressista i pel Democràtic, per la qual cosa els seus principals dirigents, entre els quals es trobava Aguirre (en aquell temps, un dels quatre vicepresidents del partit), van haver d'exiliar-se.
El 19 de setembre de 1868, un pronunciament militar va donar començament de la Revolució del 1868, que va enderrocar la reina  Isabel II. Després de conèixer la notícia, Aguirre va tornar a Madrid, on va ser nomenat el 2 d'octubre membre de la Junta Provisional Revolucionària. L'endemà en va ser elegit president, en substitució de Pascual Madoz.
El 5 d'octubre es va dissoldre la Junta Provisional Revolucionària, passant a formar-se la Junta Superior Revolucionària, elegida per sufragi universal. Aguirre va ser també triat el seu president.
El 13 d'octubre el Govern Provisional de Serrano el va nomenar President del Tribunal Suprem, càrrec que ocuparia fins a la seva mort.
Després d'una llarga i penosa malaltia, va morir a Madrid el 19 de juliol de 1869. Va ser enterrat l'endemà a la mateixa ciutat.